# Wikipédia en kinyarwanda
Wikipédia en kinyarwanda (en kinyarwanda : Wikipediya mu Ikinyarwanda) est l’édition de Wikipédia en kinyarwanda, langue bantoue parlée notamment au Rwanda dont elle est la langue nationale. L'édition est lancée officiellement en juin 2002, et dans les faits en octobre 2004. Son code est : rw.
Au 21 mars 2025, l'édition en kinyarwanda contient 8 041 articles et compte 15 410 contributeurs, dont 54 contributeurs actifs et 1 administrateur.

## Présentation

Le kinyarwanda au sein des langues bantoues.

## Statistiques
- Le 12 mars 2015, l'édition en kinyarwanda compte 1 839 articles et 5 008 utilisateurs enregistrés[3], ce qui en fait la 210e[4] édition linguistique de Wikipédia par le nombre d'articles et la 225e[5] par le nombre d'utilisateurs enregistrés, parmi les 287 éditions linguistiques actives.
- Le 10 octobre 2022, elle contient 3 825 articles et compte 11 346 contributeurs, dont 38 contributeurs actifs et 1 administrateur.
- Le 25 septembre 2024, elle contient 7 783 articles et compte 14 468 contributeurs, dont 50 contributeurs actifs et 2 administrateurs.